# Martin Poguntke
Martin Poguntke (* 3. Juni 1962) ist ein deutscher Poolbillardspieler.

## Karriere
Bei der Deutschen Meisterschaft 1988 wurde Martin Poguntke im 9-Ball Vierter.
Im Januar 1994 gewann er mit dem dritten Platz bei den Austrian Open erstmals eine Euro-Tour-Medaille.
1999 erreichte er bei der Deutschen Meisterschaft den dritten Platz im 8-Ball, 2001 wurde er Fünfter im 9-Ball. Im selben Jahr gewann er zudem mit Bronze bei den Lichtenstein Open seine zweite und bislang letzte Medaille bei Euro-Tour-Turnieren.
Im Mai 2002 belegte Poguntke beim IBC Nanki Classic den 33. Platz und kam wenige Wochen später bei den IBC Munich Open auf den 17. Platz.
Bei der Deutschen Meisterschaft 2003 erreichte er im 14/1 endlos sowie im 8-Ball den dritten Platz, 2004 gewann er die Bronze-Medaille im 14/1 endlos.
2005 und 2006 wurde Poguntke Fünfter im 14/1 endlos. 2014 erreichte er bei der Deutschen Meisterschaft der Senioren das Viertelfinale im 14/1 endlos.
Mit dem 1. PBC Fulda wurde Poguntke 2003 und 2004 Deutscher Meister und 2004 Vereins-Europameister. Derzeit spielt er mit der PBSG Wolfsburg in der 2. Bundesliga.